# Hebetula novaecaledoniae
Hebetula novaecaledoniae är en tvåvingeart som beskrevs av Clastrier 1985. Hebetula novaecaledoniae ingår i släktet Hebetula och familjen svidknott.
Artens utbredningsområde är Nya Kaledonien. Inga underarter finns listade i Catalogue of Life.